# 蘭泊村
蘭泊村（日语：／ Randomari son */?）是日本統治下的樺太廳真岡郡的已不存在的一村。
地名來自於阿伊努語的「o-raw-ne-tomari」（深的港口）或「u-w-o-ram-tomari」（戀愛的港口）。